# ATP Challenger Cortina 2014
L'ATP Challenger Cortina 2014 è stato un torneo di tennis facente parte della categoria ATP Challenger Tour nell'ambito dell'ATP Challenger Tour 2014. È stata la 1ª edizione del torneo che si è giocato a Cortina d'Ampezzo in Italia dal 28 luglio al 3 agosto 2014 su campi in terra rossa e aveva un montepremi di 42 500 €+H.

## Partecipanti singolare

### Teste di serie
| Nazionalità | Giocatore            | Ranking* | Testa di serie |
| ----------- | -------------------- | -------- | -------------- |
| Spagna      | Daniel Gimeno Traver | 89       | 1              |
| Italia      | Simone Bolelli       | 108      | 2              |
| Germania    | Peter Gojowczyk      | 116      | 3              |
| Germania    | Andreas Beck         | 118      | 4              |
| Italia      | Filippo Volandri     | 119      | 5              |
| Romania     | Victor Hănescu       | 129      | 6              |
| Serbia      | Filip Krajinović     | 134      | 7              |
| Romania     | Adrian Ungur         | 159      | 8              |

- Ranking al 21 luglio 2014.

### Altri partecipanti
Giocatori che hanno ricevuto una wild card:
- Simone Bolelli
- Federico Gaio
- Daniel Gimeno Traver
- Stefano Napolitano

Giocatori che sono passati dalle qualificazioni:
- Pietro Fanucci
- Guillaume Rufin
- Viktor Troicki
- Adelchi Virgili
- Karim Hossam (lucky loser)
- Boris Pašanski (lucky loser)
- Walter Trusendi (lucky loser)

Giocatori che hanno ricevuto un entry come special exempt:
- Giovanni Lapentti

Giocatori che hanno ricevuto un entry come alternate:
Giocatori che hanno ricevuto un entry con un protected ranking:
- Iñigo Cervantes

## Partecipanti doppio

### Teste di serie
| Nazionalità   | Giocatore            | Nazionalità | Giocatore        | Ranking* | Testa di serie |
| ------------- | -------------------- | ----------- | ---------------- | -------- | -------------- |
| Italia        | Riccardo Ghedin      | Italia      | Claudio Grassi   | 253      | 1              |
| Paesi Bassi   | Wesley Koolhof       | Italia      | Alessandro Motti | 311      | 2              |
| Taipei cinese | Lee Hsin-han         | Stati Uniti | Vahid Mirzadeh   | 372      | 3              |
| Italia        | Alessandro Giannessi | Italia      | Potito Starace   | 389      | 4              |

- Ranking al 21 luglio 2014.

### Altri partecipanti
Coppie che hanno ricevuto una wild card:
- Pietro Rondoni /  Nicolo Turchetti
- Pietro Fanucci /  Omar Giacalone
- Walter Trusendi /  Adelchi Virgili

## Vincitori

### Singolare
Filip Krajinović ha battuto in finale  Federico Gaio 2–6, 7–6(5), 7–5

### Doppio
Íñigo Cervantes /  Juan Lizariturry hanno battuto in finale  Lee Hsin-han /  Vahid Mirzadeh 7–5, 3–6, [10–8]